# Ley de Wackernagel
La ley de Wackernagel o ley de la segunda posición de los enclíticos en las lenguas indoeuropeas es una regla formulada por el lingüista suizo Jacob Wackernagel sobre la posición de palabras átonas en protoindoeuropeo.
Según esta ley las palabras átonas (clíticos) se apoyan en las tónicas y ocupan la segunda posición en la frase, puesto que la clase gramatical del primero elemento (tónico) de la frase no está fijada. Este fenómeno (pronombres y partículas en la segunda posición de la frase) se puede observar en parte también en otras lenguas indoeuropeas modernas, como por ejemplo en checo o en antiguo lituano (a veces también dentro de una palabra entre el prefijo y la raíz, por ejemplo išmitrauk ‘me sacó’, que con pronombre tónico es ištrauk mane).
Para formular esta ley, Wackernagel se basó en material del griego antiguo, el latín, el iranio antiguo, el germánico y el celta.